# Aquilegia synakensis
Aquilegia synakensis är en ranunkelväxtart som beskrevs av Shaulo och Erst. Aquilegia synakensis ingår i släktet aklejor, och familjen ranunkelväxter. Inga underarter finns listade i Catalogue of Life.